# Permoraphidia grandis
Permoraphidia grandis là một loài côn trùng trong họ Permoraphidiidae thuộc bộ Orthoptera. Loài này được Carpenter miêu tả năm 1943.